# Шекеф
Шекеф (івр. שֶׁקֶף) — мошав у південно-центральній частині Ізраїлю. Розташований на південний схід від Кір'ят-Ґату та на захід від міста Хеврон, він підпадає під юрисдикцію Лакхішської регіональної ради. У 2019 році в ньому проживало 501 особа.

## Історія
Село заснував рух «Херут» за підтримки організації «Бейтар» і за сприяння Єврейського агентства в 1981 році в рамках Плану зоряних сіл Арієля Шарона в спробі заселити регіон навколо Зеленої лінії для розширення єврейських поселень на лінії між горою Хеврон. Приблизно в 500 метрах на схід від громади, за ізраїльським роз'єднувальним муром, розташоване палестинське село Бейт-Авва.
Мошав розташований на кордоні між горою і пустелею і знаходиться в природному заповіднику. Мошав оточений природним лісом і польовими квітами. Мошав вирощує переважно виноград для їжі та овочі в тепличному господарстві.
У 2006 році в мошаві було засновано село-караван як тимчасове поселення в основному для евакуйованих з Тель-Катіфи, які жили в Ґуш-Катіфі в секторі Газа до розмежування в 2005 році. Змішана громада релігійних і нерелігійних сімей має отримати землю поблизу, на якій буде збудовано нове село під назвою «Міршам».
Назва «Шекеф» взято від старого села Умм аль-Шекеф, розташованого поблизу нинішнього мошаву.

## Виноски
1. ↑  Israel Central Bureau of Statistics. "Population in the Localities 2019" (англ.) . Архів оригіналу за 2 грудня 2020. Процитовано 16.08.2020.